# Parafia św. Szymona i św. Judy Tadeusza w Dmeninie
Parafia św. Szymona i św. Judy Tadeusza w Dmeninie – parafia rzymskokatolicka, znajdująca się w archidiecezji częstochowskiej, w dekanacie Radomsko – św. Lamberta.
Proboszczem parafii jest ks. Grzegorz Piec.